# Aursunden
Aursunden – jezioro w Norwegii w gminie Røros w okręgu Trøndelag. Jego powierzchnia wynosi 44 km², maksymalna głębokość 52 metry. Jezioro jest często podawane jako źródło rzeki Glomma. Jednak w 2012 roku ustalono oficjalnie, że znajdują się one w gminie Tydal.
Aursunden znajduje się na północny wschód od Røros. Na jego wschodnim brzegu położona jest miejscowość Brekken, a na zachodnim Glåmos.
Wysokość lustra wody jest regulowana i waha się pomiędzy 684 a 690 m n.p.m. Przy zaporze, znajdującej się w miejscu wypływania Glommy z jeziora, znajduje się elektrownia wodna Kuråsfossen o mocy maksymalnej 10,6 MW.